# لينا العجاجي
لينا بنت عبد الله بن إبراهيم العجاجي أديبة وشاعرة سعودية اشتهرت في الأوساط الفنية بلقب هتان، زوجها الأمير المعتز بن سعود بن عبد العزيز آل سعود الأبن السادس والأربعون من أبناء الملك سعود بن عبد العزيز آل سعود ومدير مكتب الحرس الوطني السابق بواشنطن. كتبت الشعر الحر والنبطي والتفعيلة، غنى لها العديد من المطربين الخليجيين والعرب أمثال الراحل طلال مداح والفنانة نوال الكويتية وعبدالله الرويشد وعبدالمجيد عبدالله. توفيت في مارس 2019م.

## أعمالها الفنية
طرحت لينا العجاجي قصائدها على الساحة الغنائية وفي المجلات والصحف خلف لقب هتان قبل أن تكشف عن اسمها الحقيقي، وكان أول تعاون فني لها مع الفنان عبدالمجيد عبد الله في قصيدة «يا سيدهم وينك» في عام 1991م لكن عبد المجيد عبد الله تأخر في طرحها، وبعد نشر القصيدة في مجلة المختلف ومضي 7 سنوات طُرحت الأغنية بصوت الفنانة الكويتية نوال في عام 1998م بعد اتصال هاتفي أجرته الفنانة نوال مع الشاعرة هتان، وفي عام 2000م كتبت هتان «ماشي الحال» وغنتها المغنية الراحلة ذكرى ولحنها الفنان طلال مداح، ويتمثل مشوارها الفني في:
- تأزمت حالتي - رابح صقر
- يا تاعبني - نوال الكويتية
- كثر الفراق - خالد الشيخ
- يا ذوق - راشد الماجد
- حرية قرار- أنغام
- أبي إنسان - أيمن الأعتر
- عين الشمس - رابح صقر
- سؤال - محمد المازم
- اصحى تزعل - عبد المجيد عبد الله
- قبل لا تروح - خالد الشيخ
- ماشي الحال - ذكرى
- ستر وغطا - وعد
- شيء غريب - أصيل أبو بكر
- نور البيت - بشار الشطي
- بخير - ثامر التركي
- واقعي - عبد القادر الهدهود
- هذا كل شي بقى - ريم المحمودي
- زمان وطاف - رابح صقر
- جروح دفينة - هند
- خمس جروح - نوال الكويتية
- تعبت - محمد المازم
- آخر حب - رويدا المحروقي
- وش اللي بس بيتغير - رابح صقر
- الغربة - مودي جمال
- الف شكر - طلال مداح
- غريبه - رابح صقر